# کریستف لاگنو
کریستف لاگنو (انگلیسی: Christophe Laigneau; ۱۱ ژانویهٔ ۱۹۶۵ – ۲۳ دسامبر ۲۰۱۱) بازیکن فوتبال اهل فرانسه بود.
از باشگاه‌هایی که در آن بازی کرده‌است می‌توان به باشگاه فوتبال تروا اشاره کرد.